# Palletiseermachine

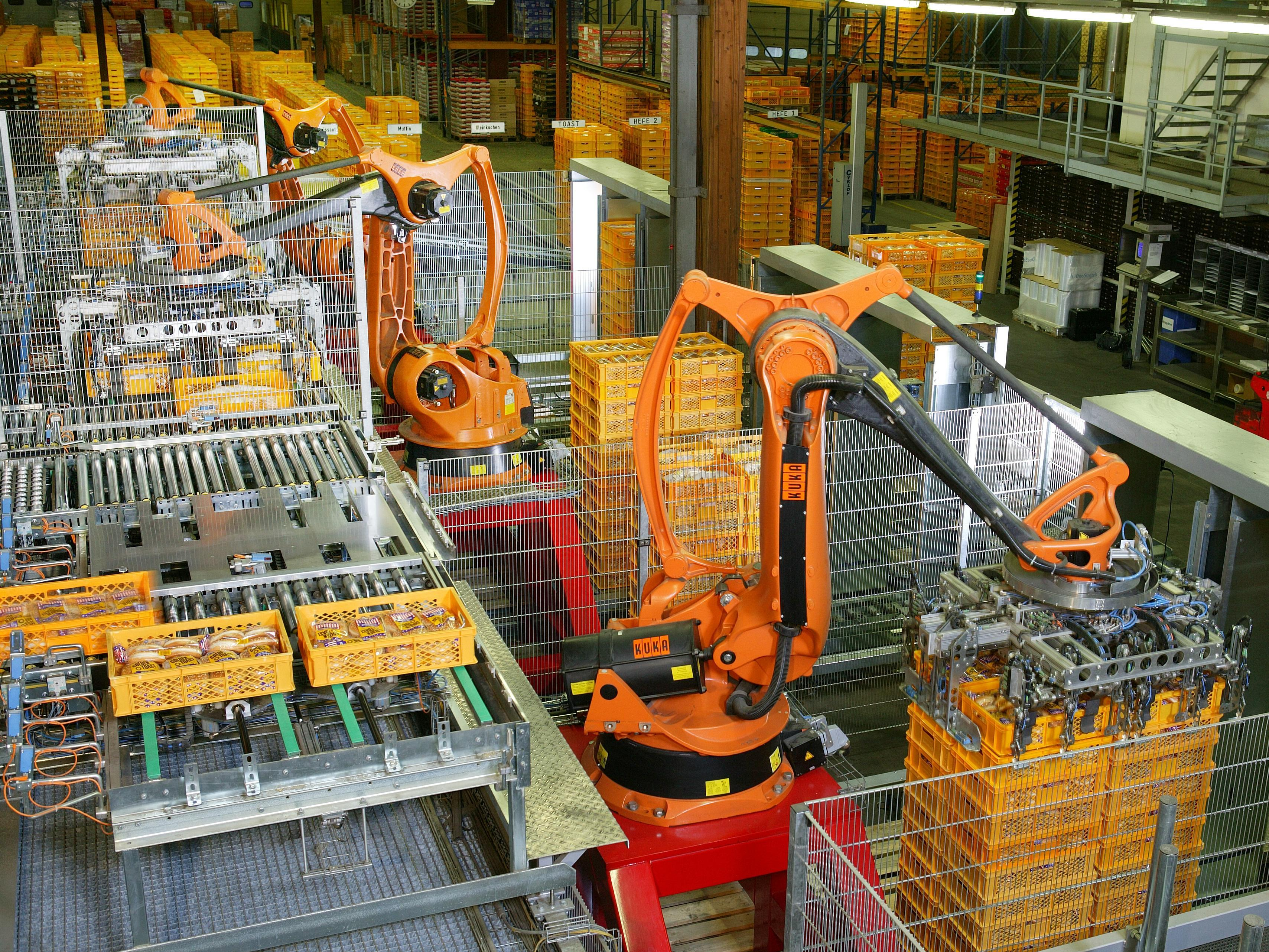
Een gerobotiseerde palletiseermachine

Onder een palletiseermachine wordt verstaan een machine om producten automatisch op een pallet te stapelen. Traditioneel wordt in een palletiseermachine het product gedragen op een plaat, hierdoor is een veel gebruikte naam ook wel plaatpalletiser.
Deze benamingen doen de machine niet geheel recht. Deze machine zou ook palletiseerrobot genoemd kunnen worden, zeker als de omschrijving van robot correct gebruikt wordt. Met de naam palletiseerrobot wordt echter vaak een knikarmrobot bedoeld.

## Geschiedenis
Als een knikarmrobot wordt ingezet als palletiseermachine blijkt echter al snel dat deze daar in hoofdzaak niet voor ontworpen is. Om dit nader te verklaren moeten we terug naar het ontstaan van het automatisch palletiseren. In die begintijd bestond een product dat gepalletiseerd diende te worden vaak uit een doos met inhoud. De afmetingen van deze doos werd zo gekozen dat een laag met dozen een mooi gesloten geheel vormde. Door de sterk wisselende consumentenverpakkingen wijzigde ook de formaten van de verschillende omdozen vrij snel. Hierdoor is het in sommige gevallen noodzakelijk om tussen een aantal dozen ruimtes te creëren om ervoor te zorgen dat de dozen aan de buitenzijde van de pallet zo veel mogelijk recht boven elkaar staan. De eerste palletiseermachines waren dus ontworpen om te werken met gesloten stapelpatronen en konden geen spaties voorzien tussen dozen. Om toch aan deze vraag te kunnen voldoen gingen fabrikanten kleppen monteren die tussen de rollen in het formeerdek omhoog kwamen zodat er spaties ontstaan tussen de verschillende dozen. Dit sterk verouderde systeem wordt momenteel nog steeds door een aantal fabrikanten gebruikt. Grootste nadeel van dit systeem is dat het maken van spaties niet flexibel is in te regelen.

## Flexibel palletiseren
Om tegemoet te komen aan de vraag naar het maken van flexibele stapelpatronen wordt er door sommige fabrikanten een fotocel geplaatst over de toevoerbaan van de palletiseermachine en wordt er, nadat de doos door de fotocel is getransporteerd, een variabele tijd later deze rollenbaan gestopt. Hierdoor is het mogelijk om de spaties onafhankelijk en vrij in te stellen. Grootste nadeel van dit principe is dat ervan uitgegaan wordt dat een aantal variabelen altijd hetzelfde is. In de praktijk blijkt echter dat er een grote hoeveelheid variabelen zijn die van invloed zijn op de grootte van de spatie die niet van tevoren te voorzien zijn. Zo is bijvoorbeeld het moment van binnenkomen van de signaalgever en het moment van aansturen van de aandrijving al een niet controleerbare variabele. Ook temperatuurverschillen kunnen invloed uitoefenen op de grootte van de gewenste spatie. Dit wordt vooral veroorzaakt doordat de rollenbaan waarop de producten getransporteerd worden vaak een riemaangedreven baan is. Temperatuurverschillen beïnvloeden de wrijving tussen aandrijfpoelie en drijfriem, en de wrijving tussen riem en transportrollen. Ook het gewicht van het product is van invloed op de grootte van de spatie. 
Door bovenstaande problematiek is het dus heel lastig om een traditionele palletiseermachine te gebruiken voor verschillende producten maar zelfs voor verschillende doosmaten en gewichten.
In antwoord kwamen knikarmrobot-fabrikanten met het idee om deze knikarmrobots in te zetten voor het palletiseren. Dit leek in eerste instantie een toereikende oplossing voor beschreven problemen. Vooral het feit dat elk product exact daar geplaatst kan worden waar men wil lijkt een groot voordeel, dit voordeel is echter ook direct een nadeel omdat zeker dozen nooit vormvast zijn. Kartonleveranciers hanteren al een maattolerantie van 3 mm waardoor er dus een verschil van 6 mm kan ontstaan tussen de positie van de doos ten opzichte van de pallet. Hierdoor zullen pallets met dozen die gepalletiseerd worden met een knikarmrobot altijd een vertrapping aan de buitenzijdes hebben. Verder heeft een knikarmrobot problemen met een hogere capaciteit, een cyclus neemt ongeveer zes tot acht seconden in beslag. Als oplossing is het dan mogelijk om meerdere producten gelijktijdig op te nemen, maar dan is het vaak weer niet mogelijk om alle patronen te maken. Ook het verplaatsen van producten door de lucht is in veel gevallen een niet te verwaarlozen risico. Ook dient er per product bekeken te worden hoe de grijperkop ontworpen moet worden en kan er niet gezegd worden dat er met een kop alle producten gehandeld kunnen worden.
Nieuwere modellen palletiseerrobots die de nadelen van beide hiervoor beschreven problemen het hoofd bieden kunnen zowel producthandeling uitvoeren als dezelfde functionaliteit bieden als een knikarmrobot, zoals het handelen van een leeg pallet en van een tussenlegvel. Als een knikarmrobot deze functies uit moet voeren is er altijd voor elke functie een extra stuk vloeroppervlak nodig. Met een geavanceerd, nieuw model palletiseerrobot worden deze functies boven elkaar gepositioneerd waardoor er op grondoppervlak van 2,5 x 3,5 meter niet alleen gepalletiseerd kan worden maar ook het leegpallet- en tussenvelhandelen wordt uitgevoerd. Hierdoor is het mogelijk om een grote verscheidenheid aan producten in alle mogelijke stapelpatronen te formeren.

## Andere woorden voor palletiseermachine
Palletizer (Amerikaans-Engels), palletiser (Brits-Engels), plaatpalletiser, stapelautomaat, stapelmachine, stapelaar, palletiseur, palletiseerder, palletiseerrobot, palleteermachine